# Palazzo Asmundo (Catania)
Palazzo Asmundo, oggi Asmundo Francica-Nava, è un palazzo costruito all'inizio del XVIII secolo nel cuore della Catania barocca. Esso si trova in piazza Asmundo di Gisira, da cui vi si può accedere da Via dei Crociferi attraverso Via San Benedetto (una piccola traversa ad ovest che si apre tra la Chiesa di San Benedetto e la Chiesa di San Francesco Borgia), o da Via Teatro Greco, attraverso la sua traversa a nord Via Ospizio di Beneficenza.

## Storia
L'edificio, attribuito all'architetto Giovanni Battista Vaccarini, è un esempio di architettura aristocratica siciliana: esso risale al Settecento, poiché è stato incluso nel piano di ricostruzione di Catania dopo il Terremoto del Val di Noto del 1693. Nel 1928 vi morì l'Arcivescovo di Catania Giuseppe Francica-Nava de Bondifè.

## Descrizione
Il palazzo si sviluppa in un corpo centrale, attorno ad una corte, e in un'ala laterale con un giardino pensile, il secondo per estensione in città.
Nella facciata principale a due piani, visibile da Via dei Crociferi, si apre un ampio portale affiancato da colonne su cui poggia il balcone centrale sormontato dallo stemma della famiglia Asmundo.
Gli interni conservano intatto lo stile rococò.